# IEEE 802.1aq
컴퓨터 네트워킹에서 IEEE 802.1aq 또는 SPB(Shortest Path Bridging)는 다중 경로 기술을 가능하게 하면서, 인간의 오류를 거의 제거해주는 캐리어, 기업, 클라우드 네트워크의 개발과 설정을 획기적으로 간편하게 만들어주는 기술이다.

## 같이 보기
- 소프트웨어 정의 네트워킹
- 오픈스택
- 네트워크 토폴로지 (메시 토폴로지)